# De Damseaux
De Damseaux was een adellijke tak van de familie Damseaux in Verviers.

## Geschiedenis
- In 1696 werd adelsverheffing verleend door keizer Leopold I aan Lambert, Jean-François en Jacques-Ignace Damseaux.
- In 1700 werd Jacques-Ignace de Damseaux erkend als edelknaap in dienst van koning Lodewijk XIV.

## Genealogie
- Léonard Damseaux, x Pétronille de Péhye
  - Lambert de Damseaux, x Barbe de Xhorez
    - Louis-Benoît de Damseaux (1714-1773), x Christine Mols
      - Louis-Benoît de Damseaux (1771-1843), notaris en schepen van Verviers, x Catherine Winandy
        - Emile de Damseaux (zie hierna)
        - Théophile de Damseaux (zie hierna)

  - Jacques-Ignace de Damseaux, x Anne-Françoise Haceray
    - Jean-François de Damseaux (1705-1781), x Anne-Marie Lecocq
      - Henri de Damseaux (1754-1834), x Marie-Anne Hayeman
        - Jean-Jacques de Damseaux (1779-1853), arts, x Marie-Elisabeth Hayemal
          - Eugène de Damseaux (zie hierna)

## Emile de Damseaux
Emile Lambert Joseph de Damseaux (Verviers, 6 april 1800 - Elsene, 30 oktober 1881), majoor bij de artillerie, trouwde in 1828 met Adèle de Saint-Roch (1807-1879).
In 1858 verkreeg hij erkenning in de erfelijke adel. Het echtpaar kreeg drie dochters en twee zoons:
- Charles de Damseaux (1831-1914) trouwde in 1869 in New York met de Engelse Sarah Meyer (1844-1923). Het echtpaar overleed er. Het had een zoon, Louis-Emile de Damseaux, van wie men het spoor bijster is.
- Napoleon de Damseaux (1840-1900) trouwde, in 1868 kerkelijk in Londen en in 1873 burgerlijk in Brussel, met Mélanie de Leeuw (1842-1914). Het echtpaar kreeg een zoon en een dochter zonder verdere afstamming.

## Théophile de Damseaux
Théophile Joseph de Damseaux (Verviers, 15 april 1806 - 30 augustus 1870), notaris in Verviers, trouwde in 1833 in Leuven met Hortense de Saint-Roch (1813-1889). Het echtpaar kreeg drie dochters. Samen met zijn broer verkreeg hij in 1858 erkenning in de erfelijke adel.

## Eugène de Damseaux
- Jean François Eugène de Damseaux (Spa, 14 december 1813 - 18 januari 1885) trouwde in 1842 in Spa met Joséphine Antoine (1810-1887). In 1870 verkreeg hij erkenning in de erfelijke adel.
  - Albert de Damseaux (1845-1926), hoofdgeneesheer bij de Burgerlijke godshuizen in Spa, trouwde met Catherine Hayemal (1859-1928). Het echtpaar had een zoon en een dochter, die ongehuwd bleven.

De adellijke familie de Damseaux is op een niet precies te bepalen datum uitgedoofd.